# Gårda BK
Gårda BK ist ein schwedischer Fußballverein aus Göteborg. Der Klub spielte acht Jahre in der schwedischen ersten Liga, der Allsvenskan.

## Geschichte
Gårda BK wurde am 1. November 1919 gegründet. 1934 stieg der Klub in die Allsvenskan auf. Bis 1943 spielte die Mannschaft erstklassig. Größter Erfolg waren die beiden fünften Plätze in den Spielzeiten 1937/38 und 1938/39. Derzeit spielt der Verein in der Division 4, der sechsten Spielklasse Schwedens.

## Bekannte Spieler
- Gunnar Gren
- Karl-Alfred Jacobsson
- Filip Johansson
- Harry Johansson
- Einar Karlsson